# Pseudobunaea sjostedti
Pseudobunaea sjostedti is een vlinder uit de familie nachtpauwogen (Saturniidae). De wetenschappelijke naam van deze soort is, als Bunaea sjostedti, voor het eerst geldig gepubliceerd in 1893 door Per Olof Christopher Aurivillius.
De soort komt voor in het Afrotropisch gebied.

## Type
- holotype: "male, leg. Sjöstedt."
- instituut: SNHM, onbekend.
- typelocatie: "Cameroon, Kitta".